# 81ste Oscaruitreiking
De 81ste Oscaruitreiking, waarbij prijzen werden uitgereikt aan de beste prestaties in films uit 2008, vond op 22 februari 2009 plaats in het Kodak Theatre in Hollywood. De ceremonie werd gepresenteerd door de Australische acteur Hugh Jackman. De genomineerden werden op 22 januari bekendgemaakt door Sid Ganis, voorzitter van de Academy, en acteur Forest Whitaker in het Samuel Goldwyn Theater te Beverly Hills.
De grote winnaar van de avond was Slumdog Millionaire, met in totaal acht Oscars. Heath Ledger won postuum de Oscar voor beste mannelijke bijrol.

## Winnaars en genomineerden
De winnaars staan bovenaan in vet lettertype.

#### Beste film
- Slumdog Millionaire
  - The Curious Case of Benjamin Button
  - Frost/Nixon
  - Milk
  - The Reader

#### Beste regisseur
- Danny Boyle - Slumdog Millionaire
  - Stephen Daldry - The Reader
  - David Fincher - The Curious Case of Benjamin Button
  - Ron Howard - Frost/Nixon
  - Gus Van Sant - Milk

#### Beste mannelijke hoofdrol
- Sean Penn - Milk
  - Richard Jenkins - The Visitor
  - Frank Langella - Frost/Nixon
  - Brad Pitt - The Curious Case of Benjamin Button
  - Mickey Rourke - The Wrestler

#### Beste vrouwelijke hoofdrol
- Kate Winslet - The Reader
  - Anne Hathaway - Rachel Getting Married
  - Angelina Jolie - Changeling
  - Melissa Leo - Frozen River
  - Meryl Streep - Doubt

#### Beste mannelijke bijrol
- Heath Ledger - The Dark Knight
  - Josh Brolin - Milk
  - Robert Downey jr. - Tropic Thunder
  - Philip Seymour Hoffman - Doubt
  - Michael Shannon - Revolutionary Road

#### Beste vrouwelijke bijrol
- Penélope Cruz - Vicky Cristina Barcelona
  - Amy Adams - Doubt
  - Viola Davis - Doubt
  - Taraji P. Henson - The Curious Case of Benjamin Button
  - Marisa Tomei - The Wrestler

#### Beste originele scenario
- Milk - Dustin Lance Black
  - Frozen River - Courtney Hunt
  - Happy-Go-Lucky - Mike Leigh
  - In Bruges - Martin McDonagh
  - WALL-E - Andrew Stanton, Jim Reardon en Pete Docter

#### Beste bewerkte scenario
- Slumdog Millionaire - Simon Beaufoy
  - The Curious Case of Benjamin Button - Eric Roth en Robin Swicord
  - Doubt - John Patrick Shanley
  - Frost/Nixon - Peter Morgan
  - The Reader - David Hare

#### Beste internationale film
- Departures - Japan
  - The Baader Meinhof Complex - Duitsland
  - The Class - Frankrijk
  - Revanche - Oostenrijk
  - Waltz with Bashir - Israël

#### Beste animatiefilm
- WALL-E - Andrew Stanton
  - Bolt - Chris Williams en Byron Howard
  - Kung Fu Panda - John Stevenson en Mark Osborne

#### Beste documentaire
- Man on Wire - James Marsh en Simon Chinn
  - The Betrayal (Nerakhoon) - Ellen Kuras en Thavisouk Phrasavath
  - Encounters at the End of the World - Werner Herzog en Henry Kaiser 
  - The Garden - Scott Hamilton Kennedy
  - Trouble the Water - Tia Lessin en Carl Deal

#### Beste camerawerk
- Slumdog Millionaire - Anthony Dod Mantle
  - Changeling - Tom Stern
  - The Curious Case of Benjamin Button - Claudio Miranda
  - The Dark Knight - Wally Pfister
  - The Reader - Chris Menges en Roger Deakins

#### Beste montage
- Slumdog Millionaire - Chris Dickens
  - The Curious Case of Benjamin Button - Kirk Baxter en Angus Wall
  - The Dark Knight - Lee Smith
  - Frost/Nixon - Mike Hill en Dan Hanley
  - Milk - Elliot Graham

#### Beste artdirection
- The Curious Case of Benjamin Button - Donald Graham Burt en Victor J. Zolfo
  - Changeling - James J. Murakami en Gary Fettis
  - The Dark Knight - Nathan Crowley en Peter Lando
  - The Duchess - Michael Carlin en Rebecca Alleway
  - Revolutionary Road - Kristi Zea en Debra Schutt

#### Beste originele muziek
- Slumdog Millionaire - A.R. Rahman
  - The Curious Case of Benjamin Button - Alexandre Desplat
  - Defiance - James Newton Howard
  - Milk - Danny Elfman
  - WALL-E - Thomas Newman

#### Beste originele nummer
- "Jai Ho" uit Slumdog Millionaire - Muziek: A.R. Rahman, tekst: Gulzar
  - "Down to Earth" uit WALL-E - Muziek: Peter Gabriel en Thomas Newman, tekst: Peter Gabriel
  - "O Saya" uit Slumdog Millionaire - Muziek en tekst: A.R. Rahman en Maya Arulpragasam

#### Beste geluidsmixing
- Slumdog Millionaire - Ian Tapp, Richard Pryke en Resul Pookutty
  - The Curious Case of Benjamin Button - David Parker, Michael Semanick, Ren Klyce en Mark Weingarten
  - The Dark Knight - Lora Hirschberg, Gary Rizzo en Ed Novick
  - WALL-E - Tom Myers, Michael Semanick en Ben Burtt
  - Wanted - Chris Jenkins, Frank A. Montaño en Petr Forejt

#### Beste geluidsbewerkingen
- The Dark Knight - Richard King
  - Iron Man - Frank Eulner en Christopher Boyes
  - Slumdog Millionaire - Tom Sayers
  - WALL-E - Ben Burtt en Matthew Wood
  - Wanted - Wylie Stateman

#### Beste visuele effecten
- The Curious Case of Benjamin Button - Eric Barba, Steve Preeg, Burt Dalton en Craig Barron
  - The Dark Knight - Nick Davis, Chris Corbould, Tim Webber en Paul Franklin
  - Iron Man - John Nelson, Ben Snow, Dan Sudick en Shane Mahan

#### Beste kostuumontwerp
- The Duchess - Michael O'Connor
  - Australia - Catherine Martin
  - The Curious Case of Benjamin Button - Jacqueline West
  - Milk - Danny Glicker
  - Revolutionary Road - Albert Wolsky

#### Beste grime
- The Curious Case of Benjamin Button - Greg Cannom
  - The Dark Knight - John Caglione jr. en Conor O’Sullivan
  - Hellboy II: The Golden Army - Mike Elizalde en Thom Floutz

#### Beste korte film
- Spielzeugland (Toyland) - Jochen Alexander Freydank
  - Auf der Strecke (On the Line) - Reto Caffi
  - Manon on the Asphalt - Elizabeth Marre en Olivier Pont
  - New Boy - Steph Green en Tamara Anghie
  - The Pig -  Tivi Magnusson en Dorte Høgh

#### Beste korte animatiefilm
- La Maison en Petits Cubes - Kunio Kato
  - Lavatory - Lovestory - Konstantin Bronzit
  - Oktapodi - Emud Mokhberi en Thierry Marchand
  - Presto - Doug Sweetland
  - This Way Up - Alan Smith en Adam Foulkes

#### Beste korte documentaire
- Smile Pinki - Megan Mylan
  - The Conscience of Nhem En - Steven Okazaki
  - The Final Inch - Irene Taylor Brodsky en Tom Grant
  - The Witness - From the Balcony of Room 306 - Adam Pertofsky en Margaret Hyde

#### Jean Hersholt Humanitarian Award
- Jerry Lewis

## Films met meerdere nominaties
De volgende films ontvingen meerdere nominaties:
| Nominaties | Film                                | Awards |
| ---------- | ----------------------------------- | ------ |
| 13         | The Curious Case of Benjamin Button | 3      |
| 10         | Slumdog Millionaire                 | 8      |
| 8          | The Dark Knight                     | 3      |
| 8          | Milk                                | 2      |
| 6          | WALL-E                              | 1      |
| 5          | Doubt                               |        |
| 5          | Frost/Nixon                         |        |
| 5          | The Reader                          | 1      |
| 3          | Changeling                          |        |
| 3          | Revolutionary Road                  |        |
| 2          | The Duchess                         | 1      |
| 2          | Frozen River                        |        |
| 2          | Iron Man                            |        |
| 2          | Wanted                              |        |
| 2          | The Wrestler                        |        |